# Thomas Phelippes

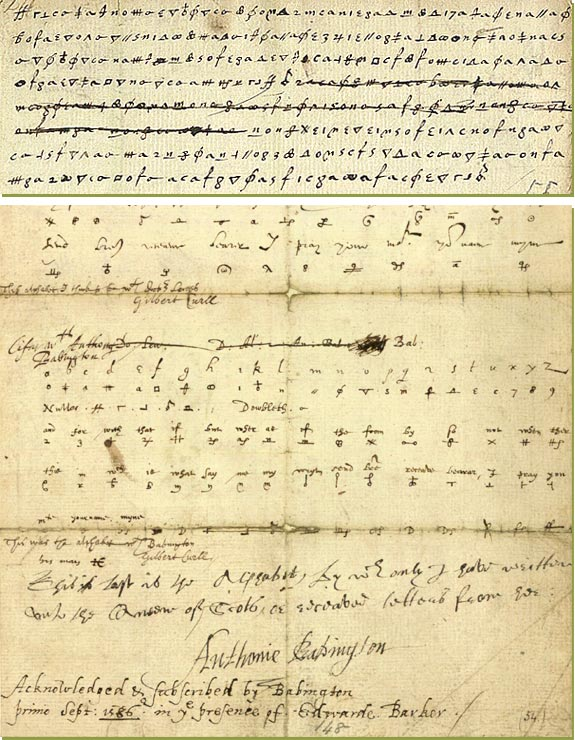
Einer der von ihm entzifferten Geheimtexte

Thomas Phelippes (* 1556; † 1625) war ein englischer Spion und Codeknacker. Er gilt als der erste britische Kryptoanalytiker und stand nach seiner Ausbildung als Linguist in Cambridge unter der Leitung von Sir Francis Walsingham in Diensten Ihrer Majestät Elisabeth I., der Königin von England.

## Babington-Komplott
Hauptsächlich bekannt ist er aufgrund seiner Verdienste bei der ihm im Juli 1586 geglückten erfolgreichen Entzifferung der verschlüsselten Briefe, mit denen die eingekerkerte Maria I., Königin von Schottland, mit den Verschwörern um John Ballard und Anthony Babington kommunizierte. Ziel der Verschwörung war die Befreiung Marias und die Ermordung der protestantischen Königin Elisabeth, um so die katholische Maria auf den Thron von England zu bringen. Aus Geheimhaltungsgründen wurden die Briefe mithilfe eines Nomenklators, einer verbesserten Substitutionschiffre, verschlüsselt und in Fässern geschmuggelt.
Walsingham ließ die Briefe abfangen und übergab sie Thomas Phelippes zur Entzifferung. Mithilfe seines linguistischen Geschicks sowie des kryptanalytischen Verfahrens der Häufigkeitsanalyse gelang ihm der Bruch der Geheimtexte, so dass Walsingham den Inhalt lesen konnte. So konnten das Komplott aufgedeckt und die Verschwörer enttarnt werden. Dies führte schließlich zur Hinrichtung von Maria Stuart im Februar 1587.